# Naturreservat Naurzum
Das Naturreservat Naurzum (kasachisch Наурызы́м мемлекетті́к табиғи́ қорығы/ Naurysym memlekettik tabighi qoryghy, russisch Наурзумский Государственный Природнный Заповедник / Naursumski Gossudarstwenny Prirodnny Sapowednik) ist ein Naturschutzgebiet im Norden der Republik Kasachstan. Es wurde im Jahr 1931 gegründet mit dem Ziel, ein Teil der asiatischen Steppen zu schützen. Das Reservat hat heute eine überregionale Bedeutung als Raststätte entlang der wichtigen Vogelmigrationsrouten Eurasiens. Es gehört als Teil der nördlichen Kasachensteppe Saryarka zum UNESCO-Weltnaturerbe.

## Geographie
Das Naturreservat Naurzum liegt in dem Verwaltungsbezirk Qostanai, im Norden Kasachstan. Es erstreckt sich auf weite Ebenen innerhalb der Turgai-Senke, die in Meereshöhen von 120–320 m liegen. Das Gebiet weist zahlreiche abflusslose Süßwasser- und Salzwasserseen auf, davon sind die größten der See Zharman, Bolschoi Aksuat und Baltaisor. Die Seen sind bis zu 3 m tief und werden durch das Grundwasser und Niederschläge gespeist. Zu den wichtigsten Flüssen zählen der Schochkaly, Akkansaj, Karasu und Danabike. Das Naturreservat besteht aus drei Teilarealen, die durch einen ökologischen Korridor von ca. 9–14 km voneinander getrennt sind: 1) Naurzum (Hauptteil), 2) Sypsyn und 3) Tersek.

## Geschichte
Das Gebiet Naurzum wurde vor der Gründung des Naturreservates von kasachischen Nomaden bewohnt. Im 18. bis 19. Jahrhundert haben zahlreichen Naturgelehrten das Gebiet im Zuge ihrer Expeditionen durchquert, darunter namhafte Forscher wie  Alexander von Humboldt. Die Kiefernwälder des Gebietes gingen im Jahr 1884 in die Verwaltung des russischen Zaren über. Nach der Eingliederung Kasachstans in die Sowjetunion, wurde das Naturreservat Naurzum im Jahre 1931 gegründet. es zählt damit zu den ältesten Naturschutzgebieten in der ehemaligen UdSSR und ist das zweitälteste in Kasachstan. Im Jahr 1951 wurde das Schutzgebiet geschlossen und erst 1966 als solches wiederhergestellt. Seine Kiefernwälder wurden in dieser Zeit einem kollektiven Forstbetrieb unterstellt. Nach 1966 wurde die Fläche des Schutzgebietes immer wieder vergrößert und ein ökologischer Korridor zwischen den Teilflächen eingerichtet. Im Jahre 2008 wurde das Naturreservat Naurzum als Teil der Kasachensteppe Sary Arka zum UNESCO-Weltnaturerbe ernannt.

## Geologie
Die geologische Zusammensetzung des Schutzgebietes setzt sich zusammen aus mehreren Schichten von Sedimenten, wobei die ältesten bis zum Paläozoikum zurückreichen. Die oberflächennahen Horizonte bestehen aus sandigen und lehmigen Sedimenten des Oligozäns und Miozäns. Diese kontinentalen Ablagerungen bilden meterdicke und ausgedehnte Stufen in den weiten Ebenen des Gebietes.

## Böden
Weitverbreitete Böden im Naturreservat sind lehmige und sandige Kastanozeme, Solonchake und Solonetze.

## Klima
Das Klima des Naturreservates ist kontinental. Die Winter sind kalt (mittlere Temperatur im Januar: −17 °C), niederschlagsarm und weisen langanhaltende Fröste auf. Die Sommer dagegen sind ausgesprochen heiß (mittlere Temperatur im Juli: 24,2 °C). Der Jahresgesamtniederschlag beträgt im Durchschnitt 233 mm, wobei im Sommer bis zu 40 % der Jahresniederschlagmenge fällt.

## Flora und Vegetation
Es sind 687 Pflanzenarten für das Naturschutzgebietes  bekannt, darunter 12 geschützte Arten, die in das Rote Buch Kasachstans eintragen sind, wie Schrenks Tulpe (Tulipa schrenkii). Im Gebiet sind Waldfragmente der Gemeinen Kiefer, Birke und der Zitterpappel verbreitet, die einige der südlichsten Waldfragmente im Steppengebiet Kasachstans darstellen. Eine große Flächen nimmt die Trockensteppe oder Kurzgrassteppe ein, in denen Federgräser, wie das Haar-Pfriemengras (Stipa capillata) und das Sand-Federgras (Stipa borysthenica) dominieren. Im Frühjahr blühen hier zahlreiche Geophyten, wie die Gelbliche Finger-Kuhschelle (Pulsatilla flavescens), Biebersteins Tulpe (Tulipa biebersteiniana) und Fritillaria meleagroides.

## Fauna
Für das Naturschutzgebiet sind 342 Wirbeltierarten bekannt. Die Artenzahl der Vögel ist hier besonders hoch, auch weil das Gebiet auf einer der wichtigsten Vogelmigrationsrouten liegt (282 Vogelarten, darunter 158 überwinternd). Zu den 44 seltenen Vogelarten, die im Reservat vorkommen, zählen der Krauskopfpelikan und der Rosapelikan, Jungfernkranich und Grauer Kranich. Unter den Greifvögeln kommen unter anderem Steppenweihe, Steinadler, und östlicher Kaiseradler vor. Eine global seltene Art, die in dem Gebiet rastet, ist der Sibirische Kranich (Grus leucogranus).